# Klinikai kutatási munkatárs
A klinikai kutatási munkatárs (angol terminológia szerint clinical research associate, CRA, monitor) egy olyan mesterség, melyet az ICH által kiadott helyes klinikai gyakorlat (good clinical practice , mely az ún. GxP irányelvek egyike) definiál. A klinikai kutatási munkatárs (monitor) legfőbb feladata a klinikai gyógyszervizsgálatok nyomonkövetése.

## Klinikai kutatási munkatársak alkalmazói
A monitor lehet közvetlenül a szponzorcég (gyógyszergyártó vállalat) alkalmazottja, dolgozhat egy szerződéses kutatási szervezetnél ("Contract Research Organization, CRO") , melyet a szponzorcégek megbíznak egy-egy vizsgálat megszervezésével, végül dolgozhat független munkavállalóként is (ún. "freelancer monitor").

## Klinikai kutatási munkatársak feladatai
A monitor biztosítja azt, hogy a gyógyszervizsgálat a hatóságilag jóváhagyott vizsgálati terv (ún. protokoll) szerint folyjon, rendszeresen látogatja a vizsgálóhelyeket (kórházakat, klinikákat, rendelőintézeteket, háziorvosokat), áttekinti és ellenőrzi az egyéni vizsgálati adatlapokat (ún. "case report form", CRF, ), melyekben a vizsgálathoz szükséges információkat gyűjtik egy-egy betegről, továbbá egyeztet a vizsgálatot végző orvosokkal. Általában elvárt, hogy a monitornak felsőfokú természettudományos képesítése legyen és részletesen ismerje a GCP előírásait, melyek a vizsgálati alanyok jólétét és a gyűjtött adatok minőségét biztosítják. Ezen felül a monitornak ismernie kell a helyi előírásokat, melyeket az Amerikai Egyesült Államokban a "Title 21 of the Code of Federal Regulations" , az Európai Unióban pedig az "EudraLex"  szabályoz.

## Klinikai kutatási munkatárs képzés Magyarországon
- Info-tréning Bt. klinikai kutatási munkatárs képzése
- M.E. Trial Masters Kft. Klinikai kutatási munkatárs (CRA) képzése
- Miskolci Egyetem[halott link]